# Дискография Брэндона Хита
Дискография американского христианского певца Брэндона Хита состоит из трех студийных альбомов, тринадцати сборников, 2-х EP, 11 радио-синглов и прочих музыкальных альбомов.
После того, как Брэндон выпустил свой инди-альбом 'Early Stuff' в 2004-м году, он приобрел известность в христианской музыкальной инлустрии. В этом же году он выпускает новый альбом — Soldier, который уже продюсирует Крис Дэвис. В 2005-м году выходит в свет мини-альбом Don’t Get Comfortable, который имеет небольшой тираж.
Don't Get Comfortable — практически дебютный альбом, в котором имеются 3 сингла: «Our God Reigns», который занял 13-е место в чарте US Christian; «I’m Not Who I Was» — 1-е место в течение 3-х недель и «Don’t Get Comfortable» — 11-е на US Christian Hit Billboard.
Второй альбом Хита, What If We, был выпущен в 2008-м году и занял 3 место в списке Top US Christian Album и 73-е на Billboard 200. Основной сингл Give Me Your Eyes занял первое место и был самым проигрываемым на чарте Christian Songs. Второй сингл — «Wait and See», выпущенный в 2009-м году, достиг четвертой строчки в США и Канаде. Следующий сингл Брэндон Хит выпустил вместе с группой Leeland. Это «Follow You», который достиг 7-й строчки рейтинга. В 2010-м году Брэндон выпустил третий, последний сингл, который имеет название «Love Never Fails». Этот трек занял 18-е место в чарте Christian Songs и на Hot Canadian Contemporary Song
Последний на данный момент альбом Брэндона Хита — Leaving Eden. Он был опубликован 18 января 2011 года. Первый сингл, «Your Love», выпущенный на год ранее самого альбома, сразу же стал первым в рейтинге Christian Songs и самым проигрываемым по счету среди всех синглов Хита. Второй сингл, который имеет название альбома, Leaving Eden, был выпущен 19 июня 2011 года.

## Инди-альбомы
- Early Staff (2004)
- Soldier (2004)

## Студийные альбомы
| Don't Get Comfortable - Выпущен: 5 сентября 2006 - Лейбл: Reunion Records - Форматы: CD, цифровая дистрибуция | —  | 38 | 10 | — |
| What If We - Выпущен: 19 августа 2008 - Лейбл: Reunion Records - Форматы: CD, цифровая дистрибутия            | 73 | 3  | —  | — |
| Leaving Eden - Выпущен: 18 января 2011 - Лейбл: Reunion Records - Форматы: CD, цифровая дистрибутия           | 36 | 1  | —  | 7 |
| Blue Mountain - Выпущен: 9 октября 2012 - Лейбл: Reunion Records - Форматы: CD, цифровая дистрибутия          | —  | —  | —  | — |
| Christmas Is Here - Выпущен: 15 октября 2013 - Лейбл: Reunion Records - Форматы: CD, цифровая дистрибутия     | —  | —  | —  | — |
| «—» обозначает, что альбом не был в списке рейтинга чарта                                                     |    |    |    |   |

## Мини-альбомы
| Название                                     | Детали                                                                                  | Примечания            |
| -------------------------------------------- | --------------------------------------------------------------------------------------- | --------------------- |
| Don’t Get Comfortable The EP                 | - Выпущен: 18 ноября 2005 - Лейбл: Инди-альбомы - Формат: CD                            | - Ограниченный выпуск |
| Give Me Your Eyes (The Acoustic Sessions) EP | - Выпущен: 24 апреля 2012 - Лейбл: Provident Label Group LLC - Формат: Digital Download |                       |

## Сброрники
| Название                                      | Детали |
| --------------------------------------------- | --- |
| WOW Next 2007                                 | Название песни: «Our God Reigns» - Год выпуска: 2006 - Лейбл: (EMI) - Форматы: CD, Digital Download                               |
| The Next Big Thing                            | Название песни: «I’m Not Who I Was» - Год выпуска: 2006 - Лейбл: Provident Label Group\|Provident - Форматы: CD, Digital Download |
| WOW Hits 1                                    | Название песни: «I’m Not Who I Was» - Год выпуска: 2008 - Лейбл: Word Entertainment - Форматы: CD, Digital Downloadd              |
| WOW Hits 2009                                 | Название песни: «Give Me Your Eyes» - Год выпуска: 2009 - Лейбл: Word Entertainment - Форматы: CD, Digital Download               |
| WOW Hits 2010                                 | Название песни: «Wait and See» - Год выпуска: 2009 - Лейбл: Word Entertainment - Форматы: CD, Digital Download                    |
| WOW Hits 2011                                 | Название песни: «Love Never Fails» - Год выпуска: 2010 - Лейбл: Word Entertainment - Форматы: CD, Digital Download                |
| WOW Hits 2012                                 | Название песни: «Your Love» - Год выпуска: 2010 - Лейбл: Reunion - Форматы: CD, Digital Download                                  |
| WOW Christmas 2011                            | Название песни: «The Night Before Christmas» - Год выпуска: 2010 - Лейбл: Word - Форматы: CD, Digital Download                    |
| The Story                                     | Название песни: «Bend (Joseph)» - Год выпуска: 2011 - Лейбл: EMI CMG/Word/Provident - Форматы: CD, Digital Download               |
| WOW #1s                                       | Название песни: «Give Me Your Eyes» - Год выпуска: 2010 - Лейбл: Word - Форматы: CD, Digital Download                             |
| The Essential Christmas Collection            | Название песни: «The Night Before Christmas» - Год выпуска: 2010 - Лейбл: Sony/Essential - Форматы: CD, Digital Download          |
| Glory Revealed II: The Word of God in Worship | Название песни: «What We Proclaim» - Год выпуска: 2009 - Лейбл: Provident/Sony BMG - Форматы: CD, Digital Download                |
| Happy New Year 2008                           | Название песни: «I'm Not Who I Was» - Год выпуска: 2008 - Лейбл: Word Entertainment - Форматы: CD, Digital Download               |

## Синглы
| Год  | Сингл                        | Место в чарте | Альбом                     |
| Год  | Сингл                        | US Christian  | Альбом                     |
| ---- | ---------------------------- | ------------- | -------------------------- |
| 2006 | «Our God Reigns»             | 13            | Don’t Get Comfortable      |
| 2006 | «I'm Not Who I Was»          | 1             | Don’t Get Comfortable      |
| 2006 | «Don’t Get Comfortable»      | 11            | Don’t Get Comfortable      |
| 2008 | «Give Me Your Eyes»          | 1             | What If We                 |
| 2009 | «Wait and See»               |               | What If We                 |
| 2009 | «Follow You» (with Leeland)  | 7             | Love is On the Move        |
| 2009 | «The Night Before Christmas» | 3             | The Night Before Christmas |
| 2010 | «Love Never Fails»           | 18            | What If We                 |
| 2010 | «Your Love»                  |               | Leaving Eden               |
| 2011 | «The Light in Me»            | 9             | Leaving Eden               |
| 2011 | «Leaving Eden»               | 18            | Leaving Eden               |
| 2012 | «Jesus In Disguise»          |               | Blue Mountain              |

## Саундтреки
| Год  | Название фильма          | Режиссёр               | Название песни       |
| ---- | ------------------------ | ---------------------- | -------------------- |
| 2008 | «Billy: The Early Years» | Robby Benson           | «Heavenly Day»       |
| 2010 | «Courageous»             | Alex Kendrick          | «Your Love»          |
| 2012 | «October baby»           | Andrew Erwin Jon Erwin | «Now more Than Ever» |

## Видеоклипы
| Год  | Название                                 | Режиссёр         |
| ---- | ---------------------------------------- | ---------------- |
| 2008 | «I'm Not Who I Was»                      | W. Ashley Maddox |
| 2008 | «I’m Not Who I Was» Live stream @ Air1   | Himself          |
| 2009 | «Give Me Your Eyes»                      | W. Ashley Maddox |
| 2009 | «Follow You»(ft. Leeland)                |                  |
| 2010 | «Give Me Your eyes» (Live stream @ Air1) | Himself          |
| 2010 | «Wait and See»                           | W. Ashley Maddox |
| 2010 | «Your Love» (Live stream @ K-Love)       | Himself          |
| 2011 | «The Light In Me»                        | W. Ashley Maddox |